# Harlequin (Lady Gaga)
Harlequin è una colonna sonora della cantautrice statunitense Lady Gaga, pubblicato il 27 settembre 2024 dalla Interscope. È ispirato dal film Joker: Folie à Deux.
È stato candidato, assieme a Die with a Smile, per il Fonogram Award all'album o registrazione internazionale dell'anno – pop/rock classico.

## Antefatti e descrizione
Dopo l'annuncio della presenza di Lady Gaga nel ruolo di Harley Quinn nel film Joker: Folie à Deux nel 2022, la cantante ha concluso il tour mondiale The Chromatica Ball, dedicandosi alle riprese del film. Sebbene la colonna sonora sia stata affidata alla compositrice islandese Hildur Guðnadóttir, Gaga ha rilasciato sui propri social network differenti indiscrezioni sulla produzione di un progetto discografico associato al film.
Il 24 settembre 2024 Gaga ha annunciato la pubblicazione dell'album di accompagnamento al film, prodotto dalla stessa cantante. Alla prima del film di Londra, il 25 settembre 2024, Gaga ha parlato dell'ispirazione per l'album e ha dichiarato: «Quando abbiamo finito il film, non avevo finito con lei. Poiché non avendo concluso il suo percorso; [...] è una donna complessa che vuole essere chiunque voglia essere in ogni momento, quindi ho creato Harlequin». L'artista ha rivelato che l'album è composto principalmente da arrangiamenti originali di brani noti, ma all'interno del progetto ha incluso anche due brani inediti: Folie à Deux (un valzer che compare anche nella colonna sonora del film) e Happy Mistake.

## Accoglienza
| Recensione      | Giudizio |
| --------------- | -------- |
| Clash           | 7/10     |
| Rockol          | 8/10     |
| Rolling Stone   |          |
| Slant Magazine  |          |
| The Guardian    |          |
| The Independent |          |
| The Telegraph   |          |

Harlequin ha ottenuto recensioni generalmente positive da parte della critica specializzata. Su Metacritic, sito che assegna un punteggio normalizzato su 100 in base a critiche selezionate, l'album ha ottenuto un punteggio medio di 73 basato su nove recensioni.
Mary Siroky di Consequence ha scritto che, anche se non sarà annoverato tra i suoi migliori album, Harlequin è «interessante e stilisticamente eccellente» con arrangiamenti che «dimostrano la chiara riverenza e la cura che ha per questi standard» e «le modifiche che apporta e le aggiunte ai tesi sembrano giocose, non frivole o superficiali».

## Tracce
Musiche di Lady Gaga e Benjamin Rice, tranne dove diversamente indicato.
1. Good Morning – 2:46 (Nacio Herb Brown, Arthur Freed, Stefani Germanotta, Michael Polansky)
2. Get Happy (2024) – 3:11 (Harold Arlen, Ted Koehler, Stefani Germanotta, Michael Polansky)
3. Oh, When the Saints – 3:42 (Traditional, Stefani Germanotta, Michael Polansky)
4. World on a String – 2:37 (Harold Arlen, Ted Koehler)
5. If My Friends Could See Me Now – 2:41 (Cy Coleman, Dorothy Fields, Stefani Germanotta, Michael Polansky)
6. That's Entertainment – 4:09 (Arthur Schwartz)
7. Smile – 3:38 (Charlie Chaplin, John Turner, Geoffrey Parsons)
8. The Joker – 2:54 (Leslie Bricusse, Anthony Newley)
9. Folie à Deux – 2:58 (Stefani Germanotta)
10. Gonna Build a Mountain – 2:51 (Leslie Bricusse, Anthony Newley)
11. Close to You – 2:44 (Burt Bacharach, Hal David)
12. Happy Mistake – 4:05 (testo: Stefani Germanotta, Michael Tucker – musica: Lady Gaga, BloodPop, Benjamin Rice)
13. That's Life – 3:04 (testo: Dean Kay, Kelly Gordon – musica: Lady Gaga, David Campbell, Jason Ruder)

## Classifiche
| Classifica (2024) | Posizione massima |
| ----------------- | ----------------- |
| Australia         | 40                |
| Austria           | 17                |
| Belgio (Fiandre)  | 65                |
| Belgio (Vallonia) | 20                |
| Canada            | 66                |
| Croazia           | 11                |
| Finlandia         | 43                |
| Francia           | 10                |
| Germania          | 9                 |
| Grecia            | 41                |
| Irlanda           | 55                |
| Italia            | 12                |
| Lituania          | 69                |
| Nuova Zelanda     | 28                |
| Paesi Bassi       | 71                |
| Polonia           | 13                |
| Portogallo        | 14                |
| Regno Unito       | 11                |
| Spagna            | 5                 |
| Stati Uniti       | 20                |
| Svizzera          | 4                 |